# ユン・チアン
ユン・チアン（張戎、1952年ー）は、中華人民共和国出身の著作家。現在イギリスに在住し、ロンドン大学東洋アフリカ研究学院 (SOAS) で教鞭を執るなどした後、文筆活動に専念するため退職した。

## 略歴
- 1952年　四川省宜賓市で生まれる。両親は中国共産党高級幹部。
- 1966年　14歳で紅衛兵になる。
- 1969年　農村に下放される。
- 1971年　無資格医師となる。
- 1972年　機械工場の電気工になる。
- 1973年　四川大学英文科に入学する。後に講師となる。
- 1978年　イギリスへ留学。ヨーク大学から奨学金を得る。
- 1982年　同大学で言語学の博士号を習得。以後、ロンドンに住む。テレビの仕事で知り合ったイギリス人歴史学者ジョン・ハリデイと同年に結婚する。
- 1991年　祖母、母、自分自身の生涯を記した『ワイルド・スワン』を発表。全世界でベストセラーになる。
- 2005年　10年以上の歳月をかけて取材した毛沢東の伝記『マオ 誰も知らなかった毛沢東』（夫との共著）を出版。再びベストセラーになった。
- 2015年『西太后秘録 近代中国の創始者』を発表。否定的な評価が多い西太后を中国近代化の基礎をつくった偉大な政治家として絶賛している。

## 著書
- 『ワイルド・スワン （上・下）』（土屋京子訳、講談社、1993年1月）
  - 『ワイルド・スワン （上・中・下）』（講談社文庫、1998年3月。上巻のみ新版、2007年3月）
  - 『ワイルド・スワン （上・下）』（講談社+α文庫、2017年11月）。ISBN 978-4062816632／ISBN 978-4062816656
- 『マオ 誰も知らなかった毛沢東 （上・下）』（ジョン・ハリデイと共著、土屋京子訳、講談社、2005年11月）
  - 『真説 毛沢東　誰も知らなかった実像 （上・下）』（講談社+α文庫、2016年6月）。ISBN 978-4062816588／ISBN 978-4062816601
- 『西太后秘録 近代中国の創始者  （上・下）』（川副智子訳、講談社、2015年2月） 
  - 『西太后秘録 近代中国の創始者  （上・下）』（講談社+α文庫、2018年5月）。ISBN 978-4062816618／ISBN 978-4062816625